# Rube Goldberg
Reuben Lucius "Rube" Goldberg, född 4 juli 1883 i San Francisco i Kalifornien, död 7 december 1970 i New York i New York, var en amerikansk skämttecknare. Goldberg gjorde satir kring amerikanernas fascination av teknik.
Goldberg är känd för att ha gett namn åt Rube Goldberg-maskiner. Han var medgrundare av och ordförande för det amerikanska tecknarsällskapet National Cartoonists Society. Han har även designat sällskapets årliga pris Reuben Award, vilket han även vann 1967. Han vann Pulitzerpriset 1948.